# Сурендранагар
Сурендрана́гар (хинди सुरेन्द्रनगर, гудж. સુરેન્દ્રનગર) — город и муниципалитет в индийском штате Гуджарат, административный центр округа Сурендранагар. Крупный торговый центр, известный как «ворота Саураштры». Население города, вместе с населением города-спутника Вадхвана — около 400 000 жителей. В Сурендранагаре производится мыло, стекло, соль, фармацевтические препараты, химические вещества и пластмассы, керамика и сантехника. Главной сельскохозяйственной продукцией является хлопок.